# Dirk Vermeylen
Dirk Vermeylen (1952) is een Vlaamse presentator en journalist.
Vermeylen begon in 1987 als presentator bij Radio 1. Jarenlang presenteerde hij er de sportprogramma's, zoals Open Doel en de Sportmaraton. Sinds 2007 werkt hij als televisiejournalist bij het duidingsprogramma Terzake maar ook voor het sociaaleconomische magazine De Vrije Markt en Het Journaal.